# Resultados do Carnaval do Rio de Janeiro em 1991
Nesta página estão listados os resultados dos concursos de escolas de samba, blocos de empolgação, blocos de enredo, coretos, frevos carnavalescos, ranchos carnavalescos e sociedades carnavalescas do carnaval do Rio de Janeiro do ano de 1991. Os desfiles foram realizados entre os dias 9 e 17 de fevereiro de 1991.
A Mocidade Independente de Padre Miguel venceu o Grupo Especial, conquistando seu quarto título no carnaval carioca. A escola realizou um desfile sobre a água. O enredo "Chuê, Chuá, as Águas Vão Rolar" foi desenvolvido pelos carnavalescos Renato Lage e Lilian Rabello, que foram campeões pela segunda vez na elite do carnaval. Salgueiro foi o vice-campeão desfilando um enredo de Rosa Magalhães sobre a Rua do Ouvidor. Escola de Niterói, Viradouro fez sua estreia na primeira divisão do carnaval do Rio de Janeiro com uma homenagem à atriz Dercy Gonçalves, que desfilou com os seios desnudos, aos 83 anos. Mangueira obteve a pior colocação da sua história até então, se classificando uma posição acima da zona de rebaixamento. Últimas colocadas, São Clemente, Lins Imperial, Império Serrano e Acadêmicos do Grande Rio foram rebaixadas para a segunda divisão.
Tradição foi a campeã do Grupo 1, sendo promovida à primeira divisão junto com a vice-campeã, Leão de Nova Iguaçu. Após desfilar no escuro, Acadêmicos de Santa Cruz conseguiu, na Justiça, sua promoção. Acadêmicos da Rocinha venceu o Grupo 2 com um desfile assinado pelo carnavalesco Joãosinho Trinta. Canários das Laranjeiras conquistou o título do Grupo 3. Em seu primeiro ano como escola de samba, Unidos da Villa Rica ganhou o Desfile de Avaliação.
Mocidade de Guararapes, Cometas do Bispo, Infantes da Piedade, Coroado de Jacarepaguá, Unidos do Leblon, Barriga, Suspiro do Bairro da Praça Seca, Unidos de São Nicolau, Paraíso da Alvorada e Mocidade Unida da Mineira foram os campeões dos grupos de blocos de enredo. Entre os blocos de empolgação, Mocidade da Mallet venceu o Grupo A-1 e Tigre de Bonsucesso venceu o Grupo A-2. Com a popularidade em declínio, os desfiles dos frevos, ranchos e grandes sociedades foram transferidos do Centro para a Zona Sul. Vassourinhas ganhou a disputa de frevos. Decididos de Quintino foi o campeão dos ranchos. Diplomatas da Tiradentes venceu o concurso das grandes sociedades. No concurso de coretos, venceu o de Rocha Miranda.

## Escolas de samba

### Grupo Especial
O desfile do Grupo Especial foi organizado pela Liga Independente das Escolas de Samba do Rio de Janeiro (LIESA) e realizado a partir das 18 horas dos dias 10 e 11 de fevereiro de 1991, no Sambódromo da Marquês de Sapucaí.
Ordem dos desfiles
A primeira noite de desfiles foi aberta pela vice-campeã do Grupo 1 do ano anterior, Acadêmicos do Grande Rio; seguida da décima quarta colocada do Grupo Especial do ano anterior, Lins Imperial. A segunda noite de desfiles foi aberta pela campeã do Grupo 1 do ano anterior, Unidos do Viradouro; seguida da décima terceira colocada do Grupo Especial do ano anterior, Caprichosos de Pilares.
| Domingo (10/02/1991) | Segunda-feira (11/02/1991) |

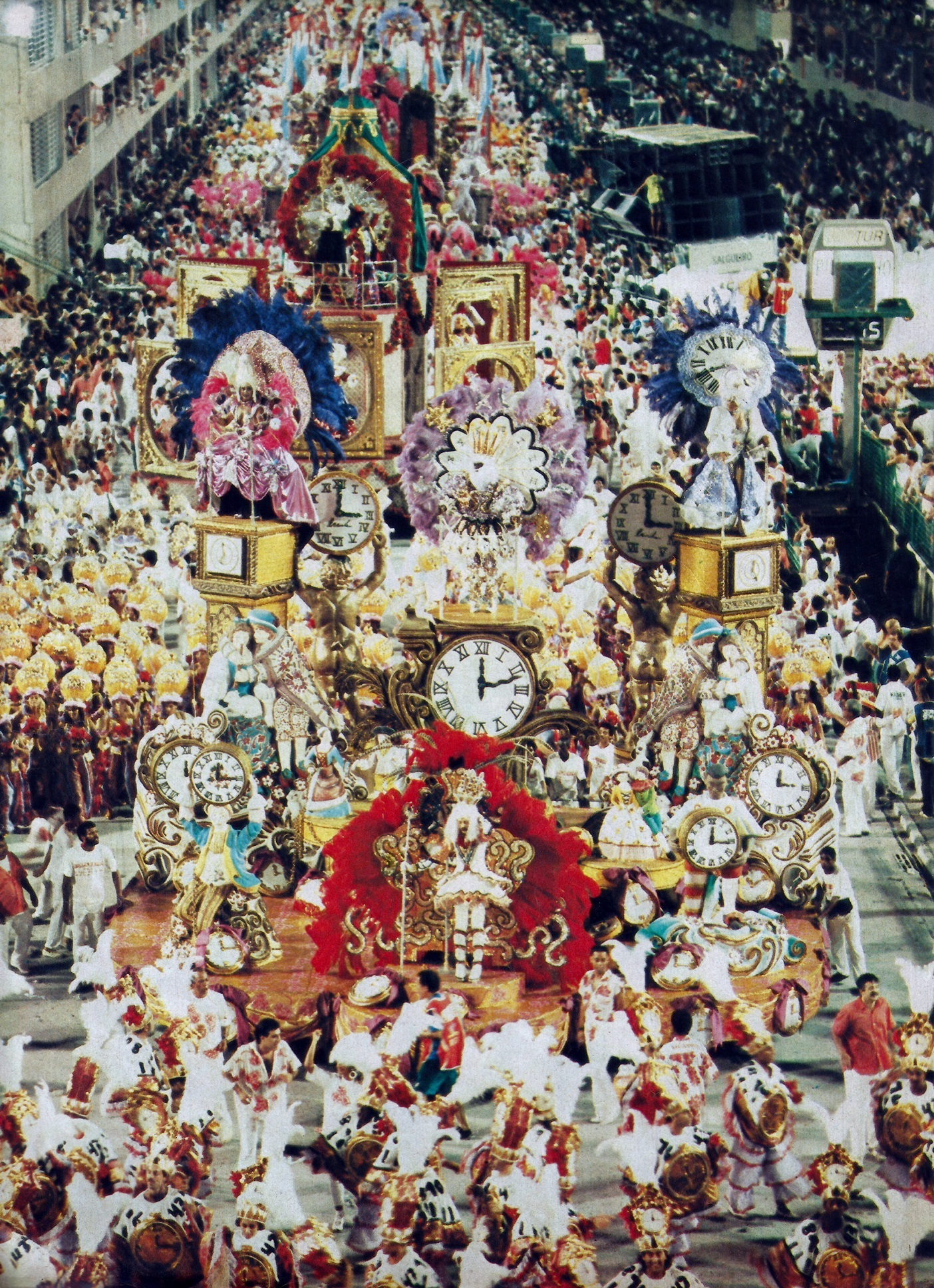
Desfile do Salgueiro em homenagem a Rua do Ouvidor, a escola ficou com o vice-campeonato.

| 1. Acadêmicos do Grande Rio 2. Lins Imperial 3. União da Ilha do Governador 4. Imperatriz Leopoldinense 5. Beija-Flor 6. Estação Primeira de Mangueira 7. Estácio de Sá 8. São Clemente | 1. Unidos do Viradouro 2. Caprichosos de Pilares 3. Unidos da Tijuca 4. Portela 5. Mocidade Independente de Padre Miguel 6. Acadêmicos do Salgueiro 7. Unidos de Vila Isabel 8. Império Serrano |

Quesitos e julgadores
Foram mantidos os dez quesitos de avaliação dos anos anteriores e a mesma quantidade de julgadores.
| Quesitos | Quesitos                     | Julgador 1             | Julgador 2                 | Julgador 3                  |
| -------- | ---------------------------- | ---------------------- | -------------------------- | --------------------------- |
|          | Bateria                      | Cláudio Luiz Matheus   | Anselmo Mazzoni            | Ivan Paulo                  |
|          | Samba-Enredo                 | Selysete Almeida       | Mauro Senise               | Eri Galvão                  |
|          | Harmonia                     | Hélio Capucchi         | Joãosinho Athayde          | Denira Rosário              |
|          | Evolução                     | Carlos Pousa           | Ana Bernacchi              | Otoniel Serra               |
|          | Enredo                       | Thimar Garcia          | Sebastião José de Oliveira | José Clécio Quesado         |
|          | Conjunto                     | Wilson Gonçalves       | Aderbal Freire Filho       | Regina Gomes de Oliveira    |
|          | Alegorias e Adereços         | Juciê Mendes           | Maurício Salgueiro         | Paulo Soares                |
|          | Fantasias                    | Catarina Guedes        | Suely Stambovsky           | Márcia Barroso do Amaral    |
|          | Comissão de Frente           | Mirian Glória da Costa | Raphael David dos Santos   | Orlando Miranda de Carvalho |
|          | Mestre-Sala e Porta-Bandeira | Roberto Roney          | Marly Leal                 | Beatriz Ribeiro Badejo      |

#### Classificação
Confirmando o favoritismo, a Mocidade Independente de Padre Miguel conquistou seu quarto título no carnaval do Rio. Quinta escola da segunda noite, a Mocidade realizou um desfile sobre a água. O enredo "Chuê, Chuá, as Águas Vão Rolar" foi desenvolvido pelos carnavalescos Renato Lage e Lilian Rabello, que foram campeões pela segunda vez na elite do carnaval carioca. Entre os destaques do desfile estava o samba-enredo que, além de muito popular na fase pré-carnaval, também agradou ao público no Sambódromo. Também foi sucesso a comissão de frente da escola, que representou escafandristas, realizando movimentos em ritmo lento, como se estivessem submersos na água. A escola encerrou sua apresentação sendo saudada pelo público com gritos de "bicampeã".
Acadêmicos do Salgueiro foi a vice-campeã com um desfile sobe a Rua do Ouvidor. Terceira colocada, a Imperatriz Leopoldinense realizou uma apresentação sobre a banana. Beija-Flor, Estácio de Sá, Portela e Unidos do Viradouro empataram em pontos totais. As posições finais foram definidas nos quesitos de desempate, Bateria e Samba-Enredo. Beija-Flor ficou em quarto lugar com um desfile crítico-social sobre a situação do Brasil. O enredo do carnavalesco Joãosinho Trinta fez uma analogia à obra Alice no País das Maravilhas. Estácio de Sá conquistou a última vaga do Desfile das Campeãs com uma apresentação, em tom de crítica, sobre a incorporação da cultura estrangeira pelos brasileiros e o excesso de consumismo da sociedade. Com um desfile sobre a vaidade, Portela se classificou em sexto lugar. Unidos do Viradouro foi a sétima colocada com uma homenagem à atriz Dercy Gonçalves, que desfilou com os seios de fora, aos 83 anos de idade. A escola de Niterói fez seu desfile de estreia na elite do carnaval carioca, após vencer o Grupo 1 no ano anterior. Oitava colocada, a Unidos da Tijuca realizou um desfile sobre a culinária brasileira. União da Ilha do Governador ficou em nono lugar prestando um tributo ao compositor Gustavo Adolfo de Carvalho Baeta Neves, morto em 1987. Didi, como era conhecido, foi autor de sambas antológicos da escola. Com um desfile sobre o terceiro milênio, a Caprichosos de Pilares se classificou em décimo lugar. Unidos de Vila Isabel foi a décima primeira colocada prestando um tributo ao compositor, artista plástico e cartunista Luís Peixoto, morto em 1973. A Estação Primeira de Mangueira obteve o pior resultado de sua história até então, se classificando em décimo segundo lugar, uma posição acima do rebaixamento. A escola realizou um desfile sobre uma lenda em que três "rendeiras" (Renda de Luz, Renda de Água e Renda da Terra) teceram os elementos da natureza.
No Grupo Especial desde 1987, a São Clemente foi rebaixada para a segunda divisão. A escola obteve a décima terceira colocação com uma apresentação que projetou, de forma pessimista, o Brasil entre os anos de 2991 e 3991. Décima quarta colocada, a Lins Imperial foi rebaixada para o Grupo 1. A escola prestou um tributo ao ambientalista Chico Mendes, assassinado em 1988. Após doze carnavais consecutivos na primeira divisão, o Império Serrano obteve o segundo rebaixamento de sua história. Penúltima colocada, a escola realizou um desfile sobre os caminhoneiros. Tentando inovar na estética, o carnavalesco Ney Ayan apresentou caminhões de verdade no desfile e com as marcas à mostra. Foi o último carnaval de Ney, que faleceu no mesmo ano. Recém promovida ao Grupo Especial, após conquistar o vice-campeonato do Grupo 1 no ano anterior, a Acadêmicos do Grande Rio foi rebaixada de volta para a segunda divisão. Última colocada, a escola fez sua estreia na elite do Rio com um desfile sobre o começo da civilização e os conflitos humanos.
| Legenda: Desfile das Campeãs Rebaixadas para o Grupo 1 |

| Col. | Escola                                | Enredo                                          | Carnavalesco(a)                                    | Pontos | Desempate        |
| ---- | ------------------------------------- | ----------------------------------------------- | -------------------------------------------------- | ------ | ---------------- |
| 1    | Mocidade Independente de Padre Miguel | Chuê, Chuá, as Águas Vão Rolar                  | Renato Lage e Lilian Rabello                       | 297    | -                |
| 2    | Acadêmicos do Salgueiro               | Me Masso Se não Passo pela Rua do Ouvidor       | Rosa Magalhães                                     | 295,5  | -                |
| 3    | Imperatriz Leopoldinense              | O quê É que a Banana Tem?                       | Viriato Ferreira                                   | 293,5  | -                |
| 4    | Beija-Flor                            | Alice no Brasil das Maravilhas                  | Joãosinho Trinta                                   | 290,5  | Bateria (30 pts) |
| 5    | Estácio de Sá                         | Brasil, Brega e Kitsch                          | Mário Monteiro                                     | 290,5  | Samba (30 pts)   |
| 6    | Portela                               | Tributo à Vaidade                               | Sílvio Cunha                                       | 290,5  | Samba (29 pts)   |
| 7    | Unidos do Viradouro                   | Bravo, Bravíssimo - Dercy, o Retrato de Um Povo | Max Lopes                                          | 290,5  | Bateria (27 pts) |
| 8    | Unidos da Tijuca                      | Tá na Mesa Brasil                               | Oswaldo Jardim                                     | 289,5  | -                |
| 9    | União da Ilha do Governador           | De Bar em Bar, Didi, Um Poeta                   | Ely Peron e Rogério Figueredo                      | 281    | -                |
| 10   | Caprichosos de Pilares                | Terceiro Milênio, em Busca do Juízo Afinal      | Alexandre Louzada                                  | 275    | -                |
| 11   | Unidos de Vila Isabel                 | Luiz Peixoto: E Tome Polca!                     | Ilvamar Magalhães                                  | 274,5  | -                |
| 12   | Estação Primeira de Mangueira         | As Três Rendeiras do Universo                   | Ernesto Nascimento e Cláudia Rodrigues             | 269    | -                |
| 13   | São Clemente                          | Já Vi Este Filme                                | Carlinhos Andrade, Roberto Costa e Cesar D’Azevedo | 265,5  | -                |
| 14   | Lins Imperial                         | Chico Mendes, o Arauto da Natureza              | Ricardo Ferrador, Paulo Costa e Sônia Almeida      | 264    | -                |
| 15   | Império Serrano                       | É por Aí que Eu Vou                             | Ney Ayan                                           | 258    | -                |
| 16   | Acadêmicos do Grande Rio              | Antes, Durante e Depois, o Despertar do Homem   | Wani Araújo e Fernando Lopes                       | 240,5  | -                |

### Grupo 1
O desfile do Grupo 1 (segunda divisão) foi organizado pela Associação das Escolas de Samba da Cidade do Rio de Janeiro e realizado no Sambódromo da Marquês de Sapucaí entre as 18 horas e 30 minutos do sábado, dia 9 de fevereiro de 1991, e as 11 horas do dia seguinte.
| Ordem dos desfiles |
| 1. Império da Tijuca 2. Leão de Nova Iguaçu 3. Acadêmicos de Santa Cruz 4. Unidos de Lucas 5. Arranco 6. Tradição 7. Unidos da Ponte 8. Acadêmicos do Engenho da Rainha 9. Unidos do Cabuçu 10. Unidos do Jacarezinho 11. Paraíso do Tuiuti 12. Independentes de Cordovil |

#### Classificação
Tradição foi a campeã, garantindo seu retorno à primeira divisão, de onde foi rebaixada dois anos antes, em 1989. Sexta escola a se apresentar, a Tradição fez um desfile sobre ditados populares. Vice-campeã, Leão de Nova Iguaçu garantiu sua promoção inédita ao Grupo Especial. Prejudicada pelo blecaute no Sambódromo, a Acadêmicos de Santa Cruz entrou na Justiça pedindo o direito de desfilar no Grupo Especial no ano seguinte. O processo tramitou até as vésperas do carnaval de 1992, quando a escola ganhou o direito de ascender à primeira divisão.
| Legenda: Promovidas ao Grupo Especial / Desfile das Campeãs Rebaixada para o Grupo 2 |

| Col.          | Escola                          | Enredo                                                                    | Carnavalesco(a)                       | Pontos        | Desempate       |
| ------------- | ------------------------------- | ------------------------------------------------------------------------- | ------------------------------------- | ------------- | --------------- |
| 1             | Tradição                        | De Geração à Geração nas Asas da Tradição                                 | Jorge Luiz Vilela                     | 114           | -               |
| 2             | Leão de Nova Iguaçu             | Quem Te Viu, quem TV                                                      | Lilian Rabello                        | 113           | -               |
| 3             | Unidos do Jacarezinho           | Sou Negro, Sou Raça, Sou Gente                                            | Reinaldo Valença e Chocolate          | 102           | -               |
| 4             | Unidos do Cabuçu                | Aconteceu, Virou Manchete                                                 | Paulo Afonso de Lima                  | 98            | -               |
| 5             | Unidos de Lucas                 | Pare a Big Bang-Bang, nem Todo Amarelo É Ouro, nem Todo Vermelho É Sangue | Ney Roriz                             | 97            | -               |
| 6             | Acadêmicos do Engenho da Rainha | Meu Padrinho Padre Cícero do Juazeiro do Norte, Olhai pelo Cariri         | Carlinhos de Andrade e Arthur Alegria | 96            | Samba (10 pts)  |
| 7             | Arranco                         | Barracão, Pregos, Panos e Paetês                                          | Cida Donato e Verônica Marinho        | 96            | Samba (8 pts)   |
| 8             | Império da Tijuca               | Canaã, a Terra Prometida Brasil                                           | Jurandi Oliveira                      | 96            | Bateria (8 pts) |
| 9             | Unidos da Ponte                 | Quando o Rio Ria                                                          | Carlos Augusto Reis                   | 95            | -               |
| 10            | Independentes de Cordovil       | Ela, Ele e Eles, Possuidores da Noite                                     | Edward Victor e Ricardo Ayres         | 92            | -               |
| 11            | Paraíso do Tuiuti               | Asa Branca                                                                | Beto Maia e Lu Ferreira               | 91            | -               |
| Hors concours | Acadêmicos de Santa Cruz        | O Boca do Inferno                                                         | José Felix                            | Não divulgado | -               |

### Grupo 2
O desfile do Grupo 2 (terceira divisão) foi organizado pela AESCRJ e realizado a partir das 19 horas da terça-feira, dia 12 de fevereiro de 1991, no Sambódromo da Marquês de Sapucaí.
| Ordem dos desfiles |
| 1. Unidos do Campinho 2. Acadêmicos da Rocinha 3. Acadêmicos do Cubango 4. União de Rocha Miranda 5. Mocidade Unida de Jacarepaguá 6. Tupy de Brás de Pina 7. Em Cima da Hora 8. Arrastão de Cascadura 9. Unidos da Vila Santa Tereza 10. União de Vaz Lobo 11. Unidos de Manguinhos 12. União de Jacarepaguá |

#### Classificação
Acadêmicos da Rocinha sagrou-se campeã com nota máxima em todos os quesitos, garantindo sua promoção inédita à segunda divisão do carnaval carioca. Foi o terceiro título consecutivo da escola desde que foi fundada em 1989. Vice-campeã, Unidos do Campinho também foi promovida ao Grupo A.
| Legenda: Promovidas ao Grupo 1 Rebaixada para o Grupo 3 |

| Col. | Escola                        | Enredo                                                             | Carnavalesco(a)                          | Pontos |
| ---- | ----------------------------- | ------------------------------------------------------------------ | ---------------------------------------- | ------ |
| 1    | Acadêmicos da Rocinha         | Do Esplendor da Roma Pagã ao Despertar da Rocinha                  | Joãosinho Trinta                         | 230    |
| 2    | Unidos do Campinho            | Dourados Sonhos do Axuí                                            | Sérgio Kautzmann e Armando Martins       | 228    |
| 3    | Acadêmico do Cubango          | Terra de Santa Cruz, dos Abacaxis e dos Filhos da Fruta            | Gil Gouveia                              | 219    |
| 4    | Em Cima da Hora               | Elymar, Um Sonho que Virou Canção                                  | Beto Maia                                | 212    |
| 5    | Tupy de Brás de Pina          | Acredite Se Quiser                                                 | Jairo De Souza e Virgílio Bayma          | 211    |
| 6    | Unidos de Manguinhos          | Do Sonho do Futebol à Estrela do Carnaval - Neguinho da Beija-Flor | Renato do Nascimento Dias                | 204    |
| 7    | Arrastão de Cascadura         | À Procura da Sorte                                                 | Joãozinho de Deus                        | 200    |
| 8    | Mocidade Unida de Jacarepaguá | O Retrato Sincero de Um Povo                                       | Wanderley Caramba                        | 197    |
| 9    | União de Vaz Lobo             | Berço de Estrela                                                   | Ananguê                                  | 196    |
| 10   | União de Jacarepaguá          | Aperta Meu Pescoço, mas não Paro de Gritar: Sou Mais Brasil        | Nílson da Cruz Bulhões e Paulo Gonçalves | 194    |
| 11   | Unidos da Vila Santa Tereza   | Palmas para Mim que Eu Mereço                                      | Jordey de Paula e Oscar Alcântara        | 189    |
| 12   | União de Rocha Miranda        | A Coroação de Tia Ciata, Mãe da Batucada Brasileira                | Márcio Darion e Sérgio Caput             | 189    |

### Grupo 3
O desfile do Grupo 3 (quarta divisão) foi organizado pela AESCRJ e realizado a partir das 20 horas do domingo, dia 10 de fevereiro de 1991, na Avenida Rio Branco.
| Ordem dos desfiles |
| 1. Canários das Laranjeiras 2. Unidos da Vila Kennedy 3. Vizinha Faladeira 4. Boêmios de Inhaúma 5. Unidos de Nilópolis 6. Difícil é o Nome 7. Unidos de Bangu 8. Império do Marangá 9. Foliões de Botafogo 10. Unidos do Uraiti |

#### Classificação
A escola Canários das Laranjeiras foi a campeã, garantindo sua promoção inédita à terceira divisão. Vice-campeã, Unidos da Vila Kennedy também foi promovida ao Grupo 2.
| Legenda: Promovidas ao Grupo 2 Rebaixada para o Desfile de Avaliação |

| Col. | Escola                   | Enredo                                | Carnavalesco(a)                                               | Pontos |
| ---- | ------------------------ | ------------------------------------- | ------------------------------------------------------------- | ------ |
| 1    | Canários das Laranjeiras | Lugar de Mulher É na História         | Armando Martins                                               | 220    |
| 2    | Unidos da Vila Kennedy   | A Corte de Maurício de Nassau         | Edson Siqueira                                                | 217    |
| 3    | Difícil é o Nome         | A Divina Elizeth                      | Fernando Alvarez e Joãosinho de Deus                          | 205    |
| 4    | Vizinha Faladeira        | Eu Sou o Samba                        | Jorge Nova                                                    | 205    |
| 5    | Unidos de Bangu          | Ginga, Palmares e Liberdade           | Sebastião Loureiro de Freitas (Tião Bengala) e Márcio Machado | 200    |
| 6    | Foliões de Botafogo      | África, Palmares em Festa             | João Simões e Valentim Castro de Oliveira                     | 194    |
| 7    | Império do Marangá       | Do Congo à Coroação de Rei            | Clóvis Bornay                                                 | 193    |
| 8    | Unidos de Nilópolis      | Aconteceu, Virou Manchete             | Renato Dias                                                   | 173    |
| 9    | Unidos do Uraiti         | Rubem Gerardi, Um Homem Chamado Samba | Antonio Ananias                                               | 167    |
| 10   | Boêmios de Inhaúma       | Desperta Brasil                       | Sérgio Murilo Costa e Ângelo Richa Costa (Tuca)               | 157    |

### Desfile de Avaliação
O desfile do Grupo de Avaliação (quinta divisão) foi organizado pela AESCRJ e realizado a partir das 20 horas da segunda-feira, dia 11 de fevereiro de 1991, na Avenida Rio Branco.
| Ordem dos desfiles |
| 1. Unidos da Villa Rica 2. Boi da Ilha do Governador 3. União de Campo Grande 4. Mocidade de Vicente de Carvalho 5. Imperial de Morro Agudo 6. Unidos de Cosmos (Não desfilou) 7. Acadêmicos do Cachambi 8. Unidos de Padre Miguel |

#### Classificação
Em seu primeiro carnaval como escola de samba, a Unidos da Villa Rica se sagrou campeã, sendo promovida à terceira divisão. Vice-campeão, o Boi da Ilha do Governador também foi promovido ao Grupo 3. Unidos de Cosmos não se apresentou para o desfile. Nenhuma escola foi rebaixada.
| Legenda: Promovidas ao Grupo 3 |

| Col. | Escola                          | Enredo                                       | Carnavalesco(a)            | Pontos |
| ---- | ------------------------------- | -------------------------------------------- | -------------------------- | ------ |
| 1    | Unidos da Villa Rica            | Três Raças e a Eterna Coroação de Momo       | Antônio Sérgio             | 125    |
| 2    | Boi da Ilha do Governador       | Diz no Pé, Brasil                            | Oswaldo Jardim             | 122    |
| 3    | Mocidade de Vicente de Carvalho | Amazonas, a Maravilha do Mundo               | Oswaldo Aráken             | 116    |
| 4    | Acadêmicos do Cachambi          | A Lenda da Vitória Régia                     | Vivaldo Antunes            | 112    |
| 5    | Unidos de Padre Miguel          | Vamos Dizer não à Destruição                 | Valdir Madureira           | 109    |
| 6    | Imperial de Morro Agudo         | Samba, Suor e Cerveja, Tradições do Carnaval | Sérgio Costa e Jairo Gomes | 109    |
| 7    | União de Campo Grande           | Tributo às Nossas Raízes no Cinquentenário   | Mestre Saul                | 96     |

### Desfile das Campeãs
Uma forte chuva atingiu a cidade no sábado em que seria realizado o Desfile das Campeãs. Com isso, as apresentações foram remarcadas para o dia seguinte. O desfile foi realizado no Sambódromo da Marquês de Sapucaí, entre as 15 horas e 30 minutos do domingo, dia 17 de fevereiro de 1991, e as 5 horas da manhã da segunda-feira.
| Ordem dos desfiles |
| 1. Acadêmicos de Santa Cruz 2. Leão de Nova Iguaçu 3. Tradição 4. Estácio de Sá 5. Beija-Flor 6. Imperatriz Leopoldinense 7. Acadêmicos do Salgueiro 8. Mocidade Independente de Padre Miguel |

## Blocos de empolgação
Os desfiles dos blocos de empolgação foram organizados pela Federação dos Blocos Carnavalescos do Estado do Rio de Janeiro (FBCERJ). A apuração do resultado foi realizada na manhã da quinta-feira, dia 14 de fevereiro de 1991, na Praça da Apoteose.

### Grupo A-1
O desfile foi realizado a partir da noite do domingo, dia 10 de fevereiro de 1991, no Boulevard 28 de Setembro, em Vila Isabel. Alegria da Capelinha foi o campeão. Os últimos colocados foram rebaixados para o Grupo A-2.
| Legenda: Campeão Rebaixados para o Grupo A-2 |

| Col. | Bloco                           |
| ---- | ------------------------------- |
| 1    | Mocidade da Mallet              |
| 2    | Grilo de Bangu                  |
| 3    | Alegria da Capelinha            |
| 4    | Caracol de Copacabana           |
| 5    | Escovão da Riachuello           |
| 6    | Balanço da Mangueira            |
| 7    | Unidos do Mendanha              |
| 8    | Bacanas da Piedade              |
| 9    | Unidos de Realengo              |
| 10   | Magnatas de Engenheiro Pedreira |

### Grupo A-2
O desfile foi realizado a partir da noite de domingo, dia 10 de fevereiro de 1991, na Avenida Teixeira de Castro, em Bonsucesso. Tigre de Bonsucesso foi o campeão, sendo promovido ao Grupo A-1 junto com Vai Quem Quer e Urubu Cheiroso.
| Legenda: Promovidos ao Grupo A-1 |

| Col. | Bloco                      |
| ---- | -------------------------- |
| 1    | Tigre de Bonsucesso        |
| 2    | Vai Quem Quer              |
| 3    | Urubu Cheiroso             |
| 4    | Queima de Bangu            |
| 5    | Pulo da Onça               |
| 6    | Trem da Alegria            |
| 7    | Me Engana que Eu Gosto     |
| 8    | Pena Vermelha de Madureira |
| 9    | Sineta do Engenho Novo     |
| 10   | Unidos de Oswaldo Cruz     |
| 11   | Caciquinho de Inhoaíba     |

## Blocos de enredo
Os desfiles dos blocos de enredo foram organizados pela FBCERJ. A apuração do resultado foi realizada na manhã de quinta-feira, dia 14 de fevereiro de 1991, na Praça da Apoteose.

### Grupo 1
O desfile foi realizado a partir das 22 horas do sábado, dia 9 de fevereiro de 1991, na Avenida Rio Branco. Mocidade de Guararapes foi o campeão.
| Legenda: Campeão Rebaixados para o Grupo 2 |

| Col. | Bloco                            |
| ---- | -------------------------------- |
| 1    | Mocidade de Guararapes           |
| 2    | Flor da Mina do Andaraí          |
| 3    | Arrastão de São João             |
| 4    | Acadêmicos da Abolição           |
| 5    | Mocidade Independente de Inhaúma |
| 6    | Unidos do Cabral                 |
| 7    | Unidos do Cantagalo              |
| 8    | Corações Unidos de São Cristóvão |
| 9    | Bafo de Bode                     |
| 10   | Unidos de São Cristóvão          |

### Grupo 2
O desfile foi realizado a partir das 22 horas do sábado, dia 9 de fevereiro de 1991, no Boulevard 28 de Setembro. Desfilando o enredo "Chico Mendes em Defesa da Vida", Cometas do Bispo foi o campeão, sendo promovido ao Grupo 1 junto com União da Ilha de Guaratiba e Mataram Meu Gato.
| Legenda: Promovidos ao Grupo 1 Rebaixados para o Grupo 3 |

| Col. | Bloco                      |
| ---- | -------------------------- |
| 1    | Cometas do Bispo           |
| 2    | União da Ilha de Guaratiba |
| 3    | Mataram Meu Gato           |
| 4    | Unidos do Anil             |
| 5    | Boêmio da Vila Aliança     |
| 6    | Namorar Eu Sei             |
| 7    | Xuxu                       |
| 8    | Bloco do China             |
| 9    | Cem de Nilópolis           |

### Grupo 3
O desfile foi realizado a partir das 22 horas do sábado, dia 9 de fevereiro de 1991, na Avenida Teixeira de Castro. Infantes da Piedade foi o campeão, sendo promovido ao Grupo 2 junto com Unidos da Fronteira e Arame de Ricardo.
| Legenda: Promovidos ao Grupo 2 Rebaixados para o Grupo 4 |

| Col. | Bloco                          |
| ---- | ------------------------------ |
| 1    | Infantes da Piedade            |
| 2    | Unidos da Fronteira            |
| 3    | Arame de Ricardo               |
| 4    | Tubarão                        |
| 5    | Força Jovem do Horto           |
| 6    | Mocidade Unida de Vasconcelos  |
| 7    | Unidos do Parque da Felicidade |
| 8    | Corações Unidos da Vila Laíz   |
| 9    | Sai como Pode                  |

### Grupo 4
O desfile foi realizado a partir das 22 horas do sábado, dia 9 de fevereiro de 1991, na Estrada Intendente Magalhães, em Campinho. Coroado de Jacarepaguá foi o campeão com nota máxima em todos os quesitos, sendo promovido ao Grupo 2 junto com Mocidade de São Matheus e Unidos de São Brás.
| Legenda: Promovido ao Grupo 2 Promovidos ao Grupo 3 Rebaixados para o Grupo 5 |

| Col. | Bloco                               |
| ---- | ----------------------------------- |
| 1    | Coroado de Jacarepaguá              |
| 2    | Mocidade de São Matheus             |
| 3    | Unidos de São Brás                  |
| 4    | Rosa de Ouro                        |
| 5    | Unidos da Curtição                  |
| 6    | Roda Quem Pode                      |
| 7    | Passa a Régua de Bangu              |
| 8    | Bafo do Leão                        |
| 9    | Império do Gramacho                 |
| 10   | Quem Fala de Nós não Sabe o que Diz |
| 11   | Garrafal                            |

### Grupo 5
O desfile foi realizado a partir das 22 horas do sábado, dia 9 de fevereiro de 1991, na Estrada Henrique de Melo, em Oswaldo Cruz. Unidos do Leblon foi o campeão com nota máxima em todos os quesitos, sendo promovido ao Grupo 2.
| Legenda: Promovido ao Grupo 2 Promovidos ao Grupo 3 Rebaixados para o Grupo 6 |

| Col. | Bloco                       |
| ---- | --------------------------- |
| 1    | Unidos do Leblon            |
| 2    | Azul e Branco               |
| 3    | Embalo do Morro do Urubu    |
| 4    | Aventureiros do Leme        |
| 5    | Embalo do Catete            |
| 6    | União da Vila               |
| 7    | Coração de Éden             |
| 8    | Embaixadores da Paulo Ramos |

### Grupo 6
O desfile foi realizado a partir da noite de domingo, dia 10 de fevereiro de 1991, na Estrada Intendente Magalhães. Bloco do Barriga foi o campeão, sendo promovido ao Grupo 3.
| Legenda: Promovido ao Grupo 3 Promovidos ao Grupo 5 |

| Col. | Bloco                          |
| ---- | ------------------------------ |
| 1    | Bloco do Barriga               |
| 2    | Balanço do Cocotá              |
| 3    | Mimo de Acari                  |
| 4    | Surpresa de Realengo           |
| 5    | Inocentes do Jardim Metrópoles |
| 6    | Chora na Rampa                 |
| 7    | Imperial de Lucas              |
| 8    | Imperatriz Iguaçuana           |
| 9    | Dragão de Camará               |
| 10   | Mocidade do Lins               |

### Grupo 7
Suspiro do Bairro da Praça Seca foi o campeão, sendo promovido ao Grupo 4.
| Legenda: Promovido ao Grupo 4 Promovidos ao Grupo 6 |

| Col. | Bloco                           |
| ---- | ------------------------------- |
| 1    | Suspiro do Bairro da Praça Seca |
| 2    | Flor da Vila Tiradentes         |
| 3    | Mocidade de Camaré              |
| 4    | Samba como Pode                 |
| 5    | Império da Leopoldina           |
| 6    | Alegria das Crianças            |
| 7    | Acadêmicos da Penha             |
| 8    | Unidos de Edson Passos          |
| 9    | Estrela de Madureira            |

### Grupo 8
O desfile foi realizado a partir da noite de segunda-feira, dia 11 de fevereiro de 1991, na Estrada Intendente Magalhães. Unidos de São Nicolau foi o campeão, sendo promovido ao Grupo 5.
| Legenda: Promovido ao Grupo 5 Promovidos ao Grupo 6 Promovidos ao Grupo 7 |

| Col. | Bloco                                 |
| ---- | ------------------------------------- |
| 1    | Unidos de São Nicolau                 |
| 2    | Unidos da Seletiva                    |
| 3    | União da Comunidade de Honório Gurgel |
| 4    | Mocidade Peteca da Paraná             |
| 5    | Acadêmicos do Juramento               |
| 6    | Amizade da Água Branca                |
| 7    | Pomba Rolou                           |
| 8    | Novo Horizonte                        |
| 9    | Nosso Sonho                           |
| 10   | Unidos do Antares                     |

### Grupo 9
Paraíso da Alvorada foi o campeão, sendo promovido ao Grupo 6.
| Legenda: Promovido ao Grupo 6 Promovidos ao Grupo 7 Promovidos ao Grupo 8 |

| Col. | Bloco                       |
| ---- | --------------------------- |
| 1    | Paraíso da Alvorada         |
| 2    | Unidos de Urania            |
| 3    | Mocidade de Santa Margarida |
| 4    | Três Unidos do Lote XV      |
| 5    | Pavão da Vila Rosário       |
| 6    | Luar de Prata               |

### Grupo de Acesso
Mocidade Unida da Mineira foi o campeão, sendo promovido ao Grupo 8 junto com Não Tem Mosquito e Chega Mais do Caju.
| Legenda: Promovidos ao Grupo 8 |

| Col. | Bloco                          |
| ---- | ------------------------------ |
| 1    | Mocidade Unida da Mineira      |
| 2    | Não Tem Mosquito               |
| 3    | Chega Mais do Caju             |
| 4    | Casseta de Ramos               |
| 5    | Caprichosos de Santa Margarida |
| 6    | União Noventa                  |

## Coretos
O coreto de Rocha Miranda venceu o concurso.

## Frevos carnavalescos
O desfile dos clubes de frevo foi realizado no sábado, 9 de fevereiro de 1991, na Avenida Atlântica, em Copacabana. Vassourinhas foi o campeão.

## Ranchos carnavalescos
O desfile dos ranchos foi organizado pela Federação dos Ranchos do Estado do Rio de Janeiro e realizado na segunda-feira, dia 11 de fevereiro de 1991, na Avenida Atlântica. Quatro agremiações participaram do desfile: Amigos do Lá-lá, Flor da Saudade, Império de São Cristóvão e Decididos de Quintino. O rancho Decididos de Quintino foi campeão.

## Sociedades carnavalescas
O desfile das grandes sociedades foi realizado na terça-feira de carnaval, 12 de fevereiro de 1991, na Avenida Atlântica. Diplomatas da Tiradentes foi a campeã.
| Ordem dos desfiles |
| 1. Turunas de Monte Alegre 2. Clube dos Cariocas 3. Império de Ébano 4. Flor da Natureza 5. Clube dos Lordes 6. Pierrôs da Caverna 7. Diplomatas da Tiradentes |